# Giardini pubblici di Reggio Emilia
I giardini pubblici di Reggio Emilia (conosciuto anche come Parco del Popolo) sono un parco, situato nel centro storico del capoluogo reggiano, nell'area in cui un tempo sorgeva l'antica Cittadella. Il complesso ducale, originario del XIV secolo, venne demolito nel 1848 e nell'area venne impiantato un parco di ispirazione neoclassica, con una disposizione regolare di vialetti.
Il parco, realizzato nel 1864 su progetto di Giuseppe Balzaretto ed ampliato nel 1928, è ornato di numerose fontane e statue, alcune delle quali tratte dal parco della reggia di Rivalta, demolita alla fine del XVIII secolo. Fra gli esemplari arborei più importanti vi sono alcuni cedri del Libano centenari.

## Storia
Nella seconda metà dell'Ottocento l'area che ospitava la Cittadella fortificata venne trasformata in ippodromo e quindi in giardino pubblico. Subito dopo l'abbattimento della fortezza la zona iniziò ad essere adibita a "luogo delle memorie" in cui vennero inseriti monumenti e sculture celebrative, come la fontana dedicata all'abate Ferrari Bonini, realizzata nel 1885. Nel corso dei decenni quest'area si delineò come un "giardino delle rimembranze", processo che si concluse solo negli anni trenta del XX secolo.
La nascita dei Giardini Pubblici fu influenzata dalla costruzione del Teatro Municipale: infatti la progettazione del parco diventò essenziale per riempire il vuoto lasciato dalla demolizione della Cittadella. Per il giardino venne scelta una sistemazione di tipo neoclassico, o giardino all'italiana, con una disposizione regolare dei viali e delle aree verdi, su progetto di Giuseppe Balzaretto. Numerose sculture furono posizionate al suo interno, tra cui le quattro stagioni, precedentemente situate nella villa ducale di Rivalta, la fontana celebrativa, i monumenti dedicati ai principali artisti reggiani, tra cui Ludovico Ariosto e Maria Melato, e l'altare dei Concordi, sistemato durante il ventennio fascista.

### L'ippodromo
La prima riqualificazione dello spazio precedentemente occupato dalla Cittadella prevedeva la costruzione di una pista per gare ippiche, costituita da un percorso circolare delimitato da un viale per il passeggio. Ai tempi dell'Ippodromo anche i Giardini circostanti avevano una conformazione molto diversa dall'attuale, essendo costituiti da una serie di aiuole squadrate disposte intorno alla pista e che formavano un disegno a stella. Le prime gare con i cavalli si tennero verso il 1870 e furono accolte con entusiasmo dai reggiani. Le più importanti competizioni ippiche ai Giardini erano affiancate da altri eventi, come fiere, mostre e spettacoli teatrali che richiamavano a Reggio migliaia di persone. A una di queste gare partecipò, nel 1873, anche un membro della casata Savoia-Carignano che, battuto da un fantino reggiano, riuscì ad aggiudicarsi solo il secondo posto.
L'Ippodromo nei Giardini ebbe però vita breve e già nei primi anni del Novecento venne spostato in un'altra zona della città, mentre la pista continuò ad essere utilizzata come percorso per i ciclisti. L'Ippodromo venne poi trasferito fuori dal centro e collocato nella zona del Mirabello, dove la pista e gli spalti vennero ricostruiti. Dopo vent'anni quell'area sportiva iniziò ad essere utilizzata per l'attività calcistica e l'Ippodromo venne di nuovo trasferito in zona Ospizio, per poi essere demolito e sostituito dall'aeroporto. Attorno all'Ippodromo era poi stati collocati altri campi sportivi per calcio, pallavolo e tennis, una piscina e una pista d'atletica.

## Monumenti

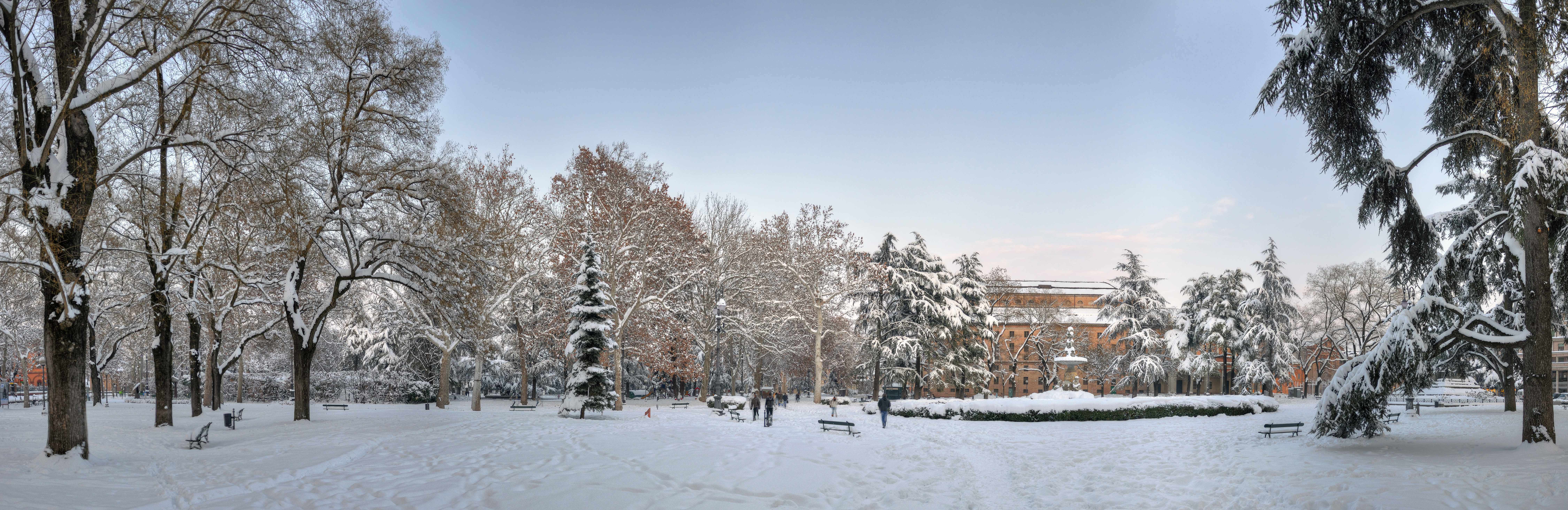
La fontana d'inverno

### Tomba dei Concordi
La tomba dei Concordi è un importante reperto di epoca romana rinvenuto a Boretto nel 1929 e successivamente trasportato a Reggio Emilia per volere delle autorità fasciste. La tomba dei Concordi è un imponente monumento funerario edificato, quasi duemila anni fa, da un'importante famiglia che viveva nella zona di Brixellum. La struttura del monumento è detta "a recinto". Tra i fregi presenti possiamo notare un fregio orizzontale con scene di caccia, due amorini che spengono una fiaccola premendola verso terra e un bassorilievo che presenta la personificazione delle quattro stagioni.

### Monumento ai caduti

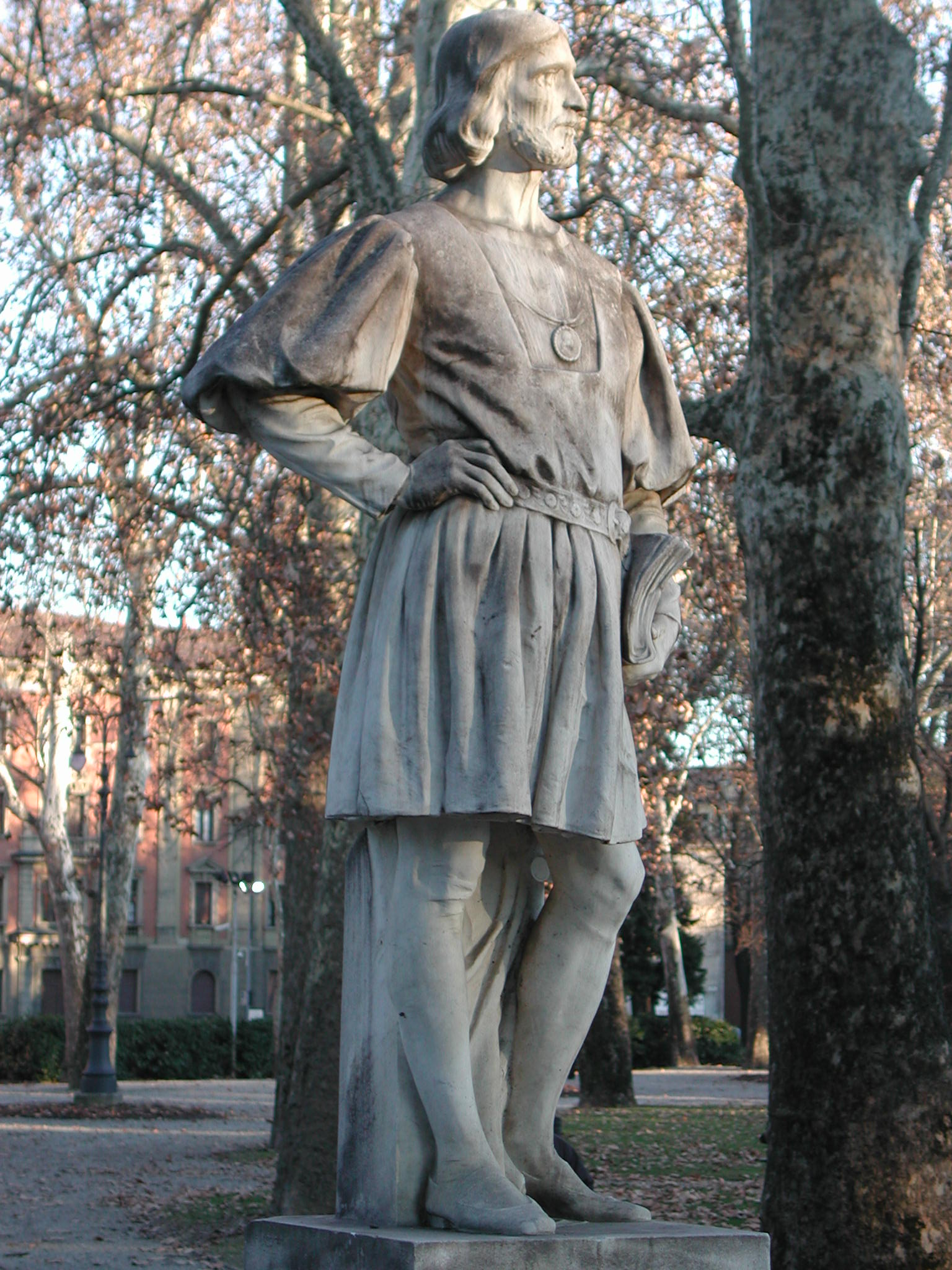
Statua di Ludovico Ariosto

Nel 1927 venne eretto un solenne e imponente monumento per ricordare i caduti della prima guerra mondiale, posto all'ingresso dei Giardini Pubblici. Per la realizzazione di questa opera venne indetto un concorso tra gli artisti reggiani. Nei progetti iniziali il monumento doveva essere collocato in piazza del Duomo ma, vista la maestosità dell'opera vincitrice, l'amministrazione comunale pensò di sistemarla nella posizione attuale. L'opera è di Alberto Bazzoni giovane scultore specializzato nei monumenti ai caduti, molto attivo in Emilia che in seguito si trasferì tra Milano e Parigi. Il monumento ha una base in granito, che misura sedici metri, per un'altezza di quindici metri. Sui lati maggiori vi sono due grandi statue in bronzo, raffiguranti un soldato e la Vittoria alata. Nella parte superiore è ornata da bassorilievi in bronzo, raffiguranti le tre Parche, un soldato morente sorretto da una figura femminile, una scena di lavoro nei campi e altre figure di soldati.

### Altre statue e fontane
Nel corso dei decenni, mentre l'area dell'ex Cittadella iniziava sempre di più a trasformarsi in giardino, il parco venne arricchito da sculture, steli, monumenti e fontane di epoche diverse, alcune realizzate appositamente per il parco altre provenienti da altre parti della città. Gran parte del patrimonio statuario presente nei Giardini fu collocato durante l'epoca fascista. Sempre durante il ventennio vennero collocate le statue allegoriche delle quattro stagioni provenienti dalla villa ducale di Rivalta, restaurate per l'occasione. Prima di giungere ai Giardini queste quattro statue erano state collocate lungo l'attuale viale Umberto I. All'inizio del Novecento vennero inserite nel parco diverse sculture donate dai coniugi Parmeggiani, come la fontana con l'elefante, il pescatore di granchi e il Cupido che spezza l'arco; sfortunatamente alcune di queste sculture sono andate distrutte nel corso degli anni o sono andate perdute.
Le altre opere presenti nel parco aggiunte negli anni cinquanta, rappresentano i grandi intellettuali reggiani: Ludovico Ariosto, Maria Melato, Matteo Maria Boiardo, Antonio Fontanesi e Antonio Allegri detto il Correggio.

## Galleria d'immagini

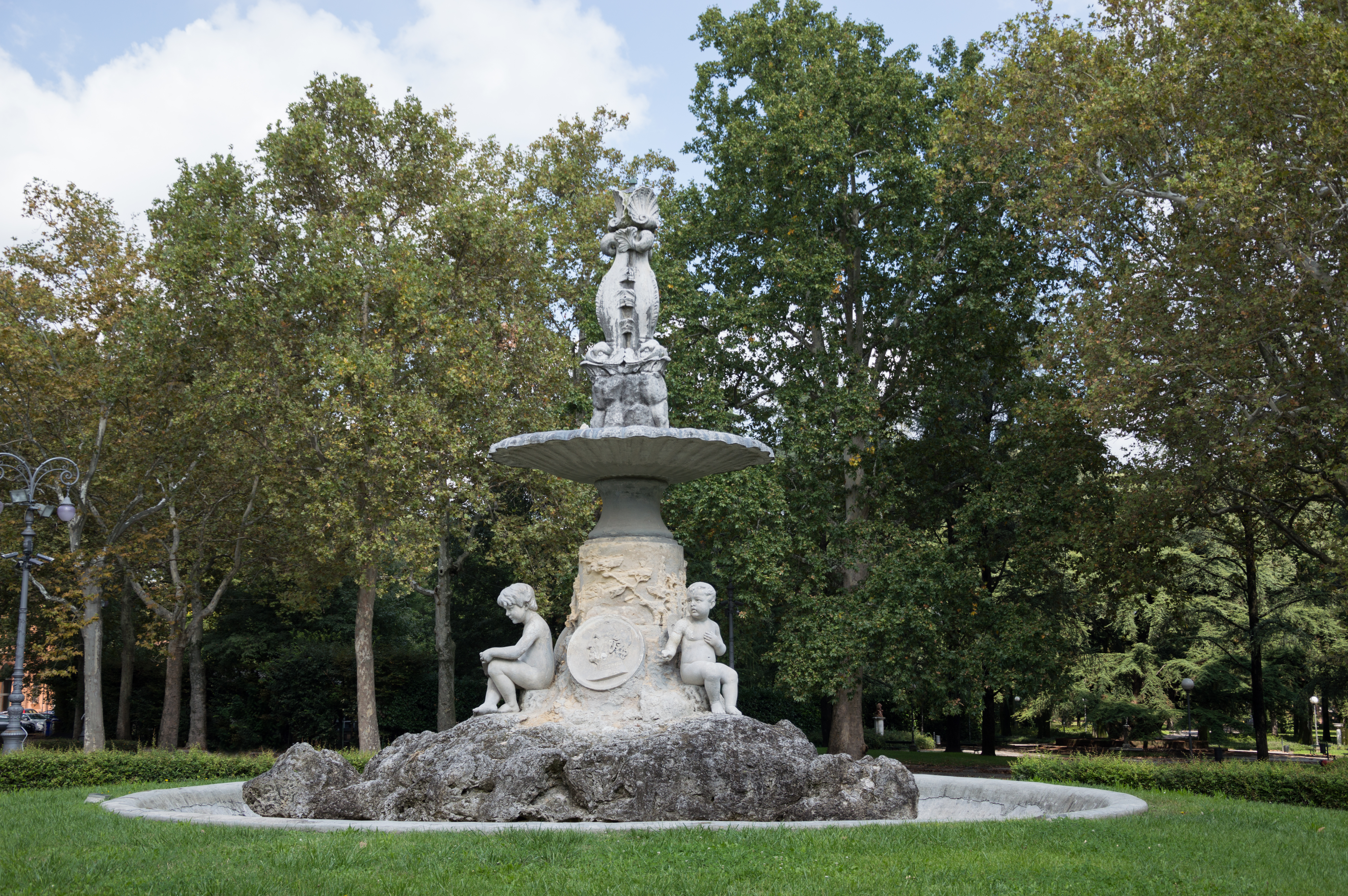
Fontana monumentale
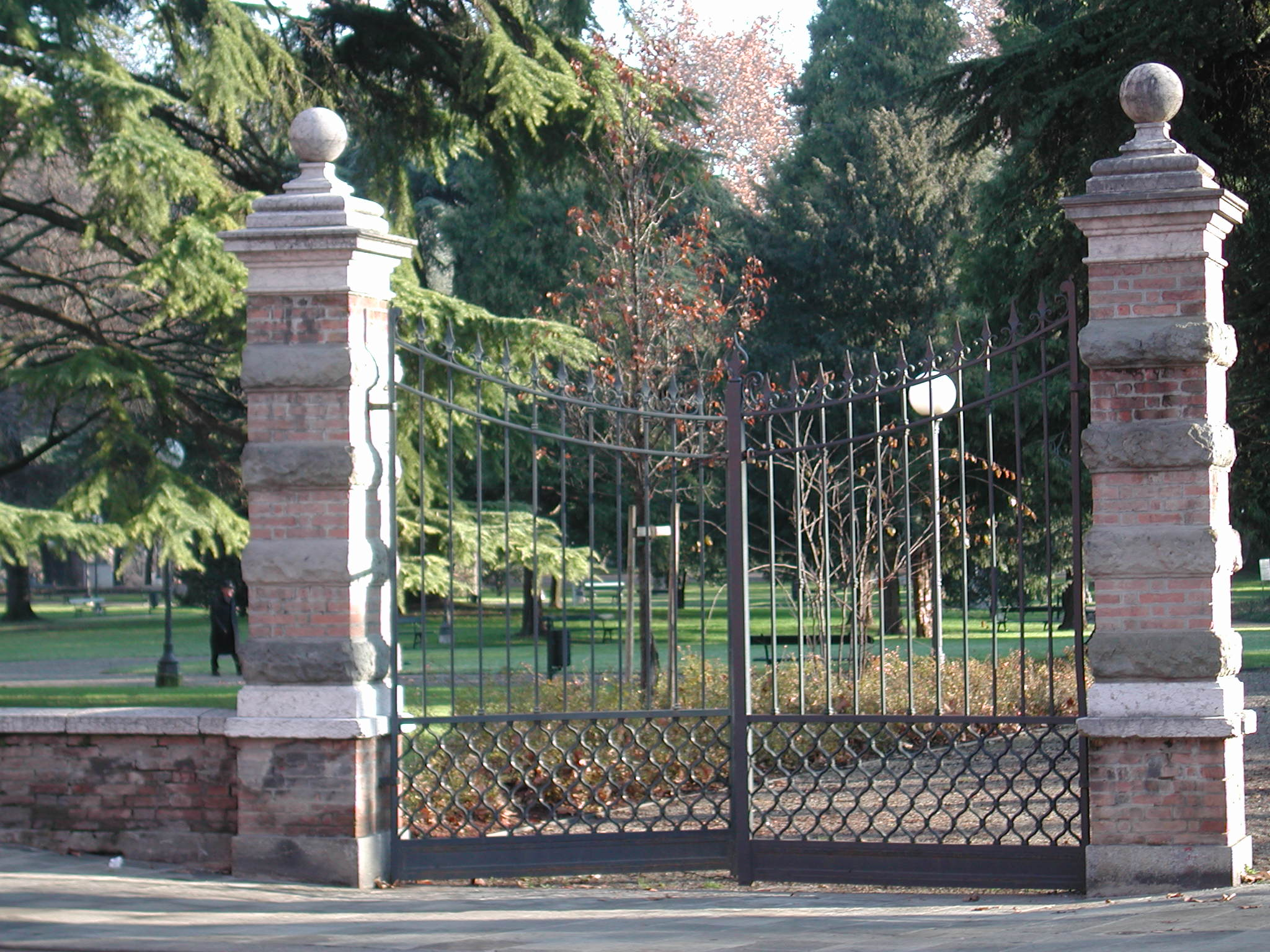
Ingresso da Viale Isonzo
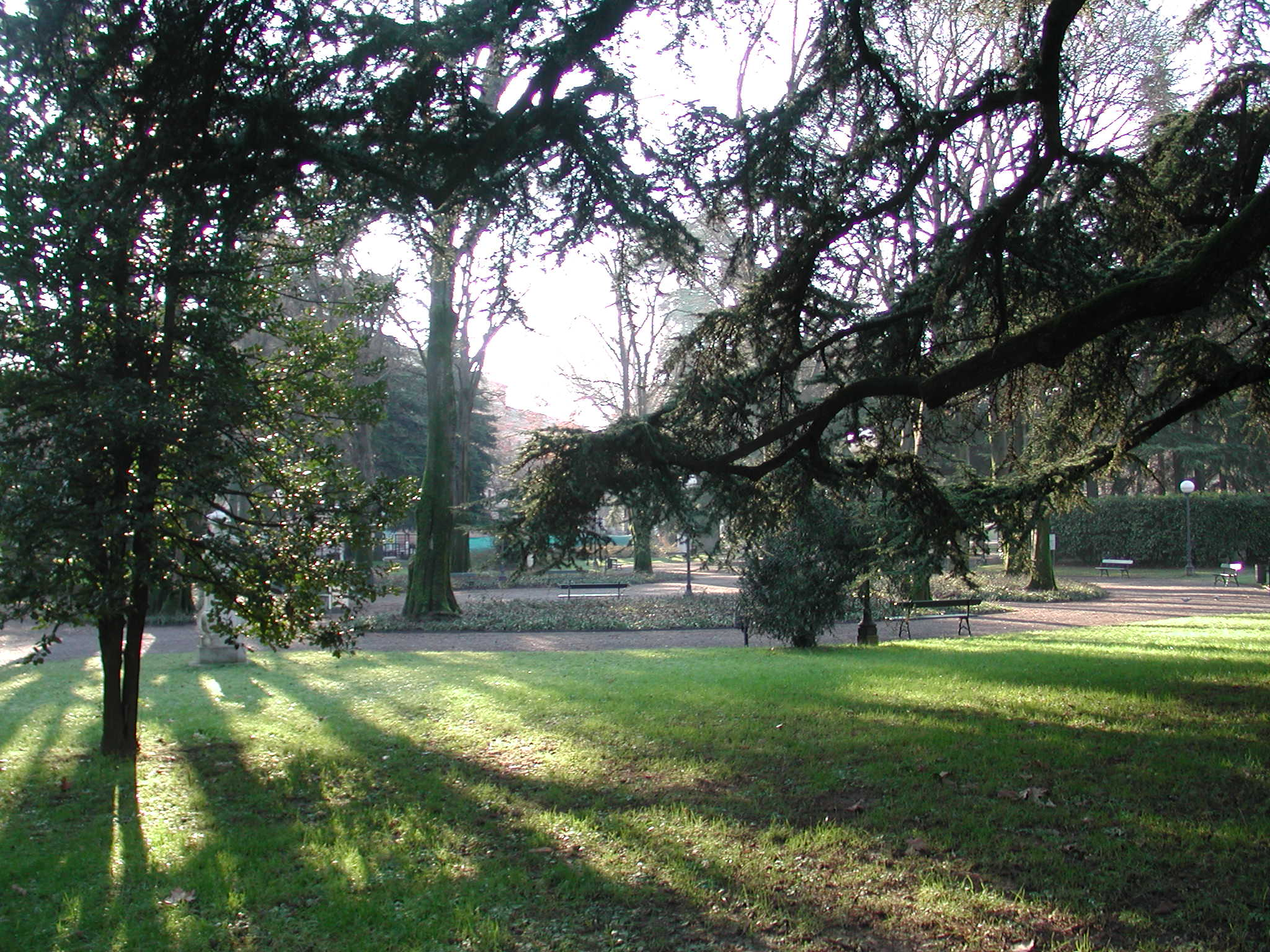
Il parco
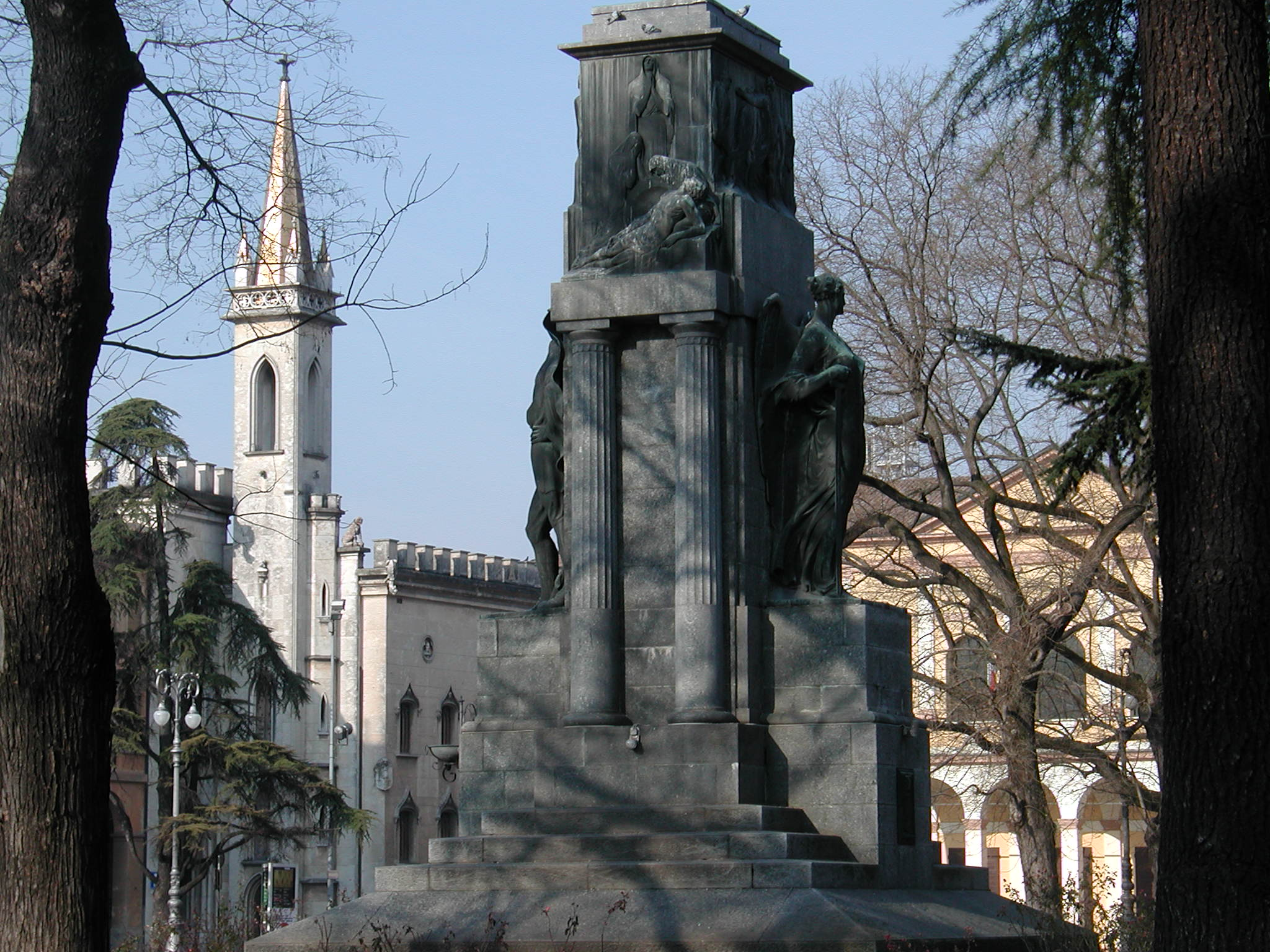
Monumento ai Caduti
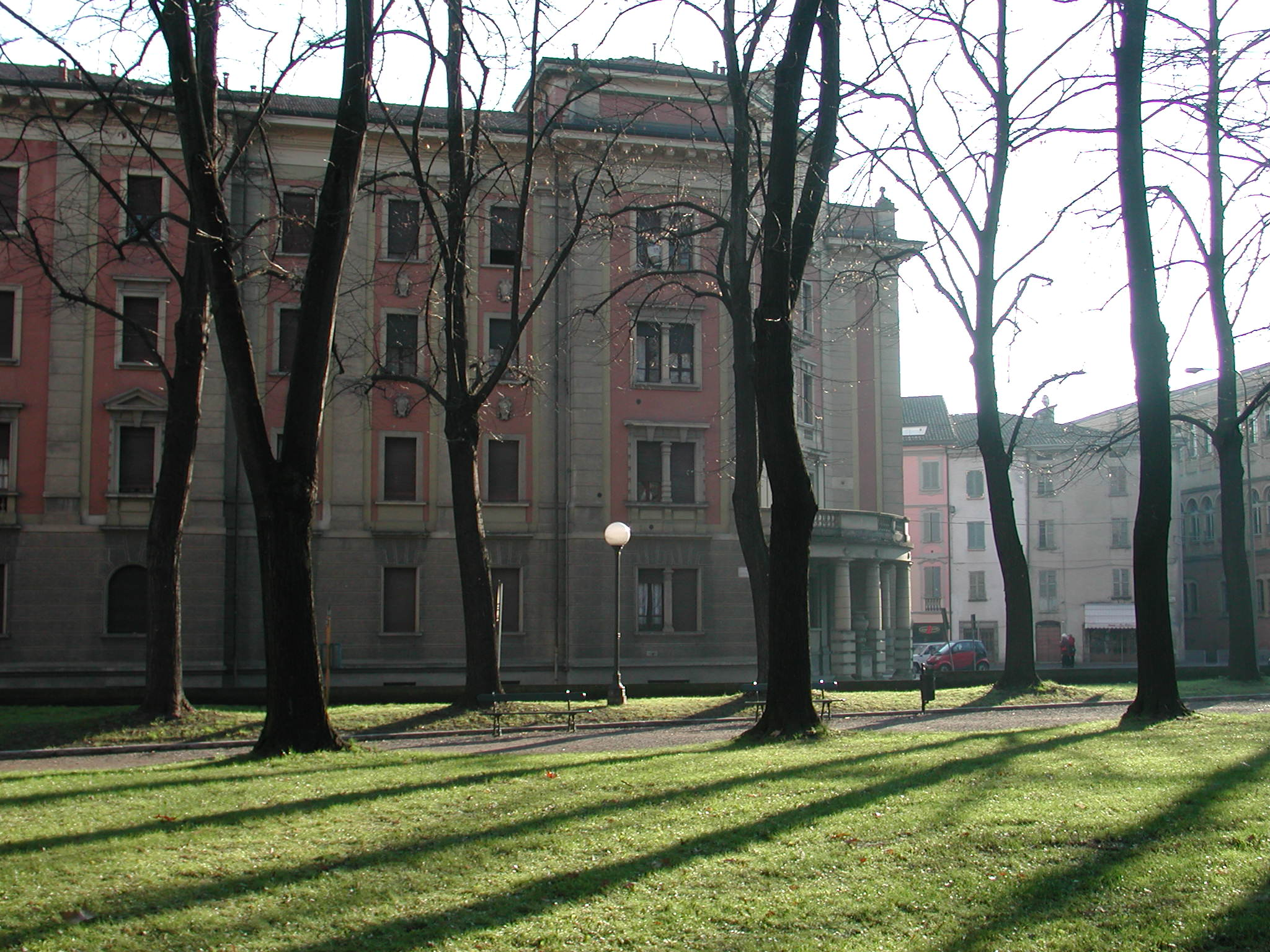
Via Allegri